# Grammy Award de la meilleure interprétation vocale masculine de jazz
Le Grammy Award for Best Jazz Vocal Performance, Male (« Grammy Award de la meilleure interprétation vocale masculine de jazz ») est une récompense musicale décernée de 1981 à 1991 (sauf en 1985) à des artistes de jazz lors de la cérémonie des Grammy Awards.

## Historique
De 1958 à 1981, la meilleure interprétation vocale de jazz était décernée lors de la cérémonie des Grammy Awards dans la catégorie Meilleure interprétation vocale de jazz sans distinction de genre masculin ou féminin. La première récompense dans la catégorie « meilleure interprétation vocale masculine de jazz » est attribuée en 1981 au musicien George Benson pour son morceau intitulé Moody's Mood, interprété pour la première fois en 1949 par le saxophoniste James Moody. De façon analogue, la catégorie Meilleure interprétation vocale féminine de jazz est créée pour récompenser la meilleure chanteuse de jazz. En 1985, ces deux catégories fusionnent pour former la catégorie Meilleure interprétation vocale de jazz. L'année suivante, la distinction du genre est réintroduite comme en 1981 et ce jusqu'en 1991. En 1992, il n'y a plus de séparation du genre et la catégorie Meilleure interprétation vocale de jazz est rétablie. Celle-ci est renommée en 2001 en meilleur album de jazz vocal.
Au cours de son histoire, ce prix a uniquement été décerné à des artistes américains. Bobby McFerrin est l'artiste le plus titré dans cette catégorie avec au total quatre récompenses remportées successivement de 1986 à 1989, dont une avec Jon Hendricks en 1986. Mel Tormé et Harry Connick, Jr ont tous deux remportés deux fois ce prix; Tormé est aussi avec six nominations l'artiste ayant été le plus de fois nommé dans cette catégorie tandis que Joe Williams a été quatre fois nommé sans jamais être récompensé.

## Liste des lauréats
| Année | Artiste récompensé              | Morceau                                     | Nommés et leur album | Lauréat                        | Ref.  |
| ----- | ------------------------------- | ------------------------------------------- | --- | ------------------------------ | ----- |
| 1981  | George Benson                   | Moody's Mood                                | - Bill Henderson – Street of Dreams - Mark Murphy – Satisfaction Guaranteed - Slam Stewart – Sidewalks of New York - Mel Tormé – Tormé: A New Album                                                                          | George benson en 1986          | [ 1 ] |
| 1982  | Al Jarreau                      | Blue Rondo à la Turk                        | - Johnny Hartman – Once in Every Life - Jimmy Rowles – Music's the Only Thing (That's) On My Mind - Mel Tormé – Mel Tormé and Friends Recorded Live at Marty's New York City - Joe Turner – Have No Fear, Joe Turner Is Here | Al Jarreau en 1986             | [ 2 ] |
| 1983  | Mel Tormé                       | An Evening with George Shearing & Mel Tormé | - Dave Frishberg – The Dave Frishberg Songbook, Volume One - Bill Henderson – A Tribute to Johnny Mercer - Mark Murphy – Bop for Kerouac - Joe Williams – 8 to 5 I Lose                                                      | Mel Tormé en 1979              | [ 3 ] |
| 1984  | Mel Tormé                       | Top Drawer                                  | - Mose Allison – Lessons in Living - Dave Frishberg – The Dave Frishberg Songbook, Volume Two - Jon Hendricks – Cloudburst - Jimmy Witherspoon – Jimmy Witherspoon Sings the Blues with Panama Francis and the Savoy Sultan  |                                |       |
| 1985  | —                               | —                                           | — | —                              |       |
| 1986  | Bobby McFerrin et Jon Hendricks | Another Night in Tunisia                    | - George Benson – Beyond the Sea - Dave Frishberg – Live at Vine Street - Mark Murphy – Mark Murphy Sings Nat's Choice - Alan Paul – Oh Yes, I Remember Clifford                                                             | Bobby McFerrin en 2011         | [ 4 ] |
| 1987  | Bobby McFerrin                  | 'Round Midnight                             | - Grady Tate – She's Out of My Life - Mel Tormé – An Elegant Evening - Joe Williams – I Just Want to Sing - Jimmy Witherspoon – Midnight Lady Called the Blues                                                               | Bobby McFerrin                 | [ 5 ] |
| 1988  | Bobby McFerrin                  | What Is This Thing Called Love?             | - Billy Eckstine et Benny Carter – Billy Eckstine Sings with Benny Carter - Dave Frishberg – Can't Take You Nowhere - Arthur Prysock – This Guy's in Love With You - Joe Williams – Every Night                              | Bobby McFerrin                 | [ 6 ] |
| 1989  | Bobby McFerrin                  | Brothers                                    | - Mose Allison – Ever Since the World Ended - João Gilberto – Live in Montreux - Mark Murphy – September Ballads - Mel Tormé – A Vintage Year                                                                                | Bobby Mc Ferrin et Chick Corea | [ 7 ] |
| 1990  | Harry Connick, Jr               | When Harry Met Sally...                     | - George Benson – Tenderly - Dr. John – In a Sentimental Mood - Lou Rawls – At Last - Joe Williams – In Good Company | Harry Connick, Jr              | [ 8 ] |
| 1991  | Harry Connick, Jr               | We Are in Love                              | - Tony Bennett – Astoria: Portrait of the Artist - George Benson – Big Boss Band - Jon Hendricks – Freddie Freeloader - Bobby McFerrin – Scrapple from the Apple                                                             | Harry Connick en 2007          | [ 9 ] |